# Hermann Fegelein
Hermann Fegelein (ur. 30 października 1906 w Ansbach, zm. 28 kwietnia 1945 w Berlinie) – SS-Gruppenführer, przedstawiciel Heinricha Himmlera i oficer łącznikowy Waffen-SS przy Głównej Kwaterze Adolfa Hitlera, zbrodniarz wojenny, odpowiedzialny m.in. za masakry Żydów na bagnach Prypeci.

## Życiorys
Był synem Johanna Fegeleina, właściciela szkoły jeździectwa w Monachium. Pracę rozpoczął jako stajenny. Później pracował jako dżokej. W latach 1927–1929 służył w szeregach bawarskiej policji. Od 1933 roku był członkiem NSDAP i SS-Reiterei. W latach 30. zdobył sławę jednego z czołowych zawodników jeździectwa w III Rzeszy. Został kierownikiem Szkoły Jazdy Konnej SS (SS-Hauptreitschule), którą zorganizowano w Monachium na przełomie 1936 i 1937 roku na bazie szkoły jeździectwa, którą prowadził jego ojciec.
W 1939 roku otrzymał stopień SS-Obersturmbannführera i stanowisko dowódcy 1. pułku kawalerii SS (1. SS-Totenkopf-Reiterstandarte). Krótko po zakończeniu kampanii wrześniowej jednostka ta została skierowana do okupowanej Polski. W latach 1939–1940 podwładni Fegeleina uczestniczyli w egzekucjach przedstawicieli polskiej inteligencji, które przeprowadzano w ogrodach sejmowych w Warszawie oraz w podwarszawskich Palmirach. Byli ponadto zaangażowani w akcję wysiedlania Polaków i Żydów z Kraju Warty, a także uczestniczyli w obławie na Oddział Wydzielony Wojska Polskiego mjr. „Hubala” oraz w towarzyszących mu pacyfkacjach polskich wsi. Za udział w tej ostatniej operacji Fegelein został odznaczony Krzyżem Żelaznym II klasy.
W pierwszych dniach ataku Niemiec na ZSRR Fegelein dowodził pułkiem w czasie walk nad Narwią i Biebrzą. Pod koniec lipca 1941 roku został dowódcą nowo utworzonej Brygady Kawalerii SS. Kierował akcją eksterminacyjną na bagnach Prypeci, trwającą od końca lipca do połowy września 1941 roku. Jego podwładni zamordowali w tym czasie od 24 tys. do 30 tys. cywilów, w większości Żydów. W kolejnych miesiącach dowodzona przezeń brygada uczestniczyła w akcjach pacyfikacyjnych i operacjach przeciwpartyzanckich na tyłach Grupy Armii „Środek”. Zimą 1941/42 dowodził brygadą w czasie ciężkich walk obronnych w rejonie Rżewa.
W 1942 roku został inspektorem jednostek konnych i zmotoryzowanych Waffen-SS. Jeszcze w tym samym roku objął dowodzenie nad 8 Dywizją Kawalerii SS „Florian Geyer”, które sprawował do 1943 roku.
Ranny, po odbytej rekonwalescencji, od 1 stycznia 1944 był oficerem łącznikowym Waffen-SS przy Głównej Kwaterze Wodza. 3 czerwca 1944 powodowany jedynie względami kariery zawodowej ożenił się w Salzburgu z Margarete (Gretl) Braun, siostrą Evy, wieloletniej partnerki (a na krótko przed śmiercią żony) Hitlera. Przyjęcie weselne odbyło się w willi Hitlera na Kehlsteinie, a w prezencie ślubnym Hitler mianował go generałem dywizji Waffen-SS. 
25 kwietnia 1945 Fegelein opuścił potajemnie bunkier Hitlera pod Kancelarią Rzeszy prawdopodobnie z zamiarem ucieczki do neutralnej Szwajcarii. Po tym jak telefonicznie usiłował nakłonić Evę Braun do ucieczki z Berlina, odnaleziono go 27 kwietnia w stanie ciężkiego upojenia alkoholowego w jego berlińskim mieszkaniu w towarzystwie niezidentyfikowanej rudowłosej kobiety (prawdopodobnie agentki brytyjskiej zatrudnionej w poselstwie tureckim). W trakcie aresztowania przez szefa Dienststelle I RSD, Petera Högla, znaleziono przy nim torby z pieniędzmi, klejnotami oraz fałszywymi paszportami. Christa Schroeder, sekretarka Hitlera i inne osoby z jego kręgu były przekonane, że Fegeleina i Evę Braun łączył co najmniej platoniczny romans.
Na polecenie Hitlera po doprowadzeniu do bunkra zdegradowany (właściwie autodegradacja – sam zerwał dystynkcje) w celu dalszego pełnienia służby liniowej jako szeregowiec. W dalszej kolejności, za namową Otto Günschego został oddany pod doraźny sąd wojenny pod przewodnictwem Wilhelma Mohnkego. Po odroczonym na kilkanaście godzin z powodu upojenia alkoholowego uproszczonym procesie skazany na karę śmierci przez rozstrzelanie.
Wyroku nie wykonano. Fegelein został nocą z 28 na 29 kwietnia 1945 wyprowadzony z miejsca osadzenia pod pozorem doprowadzenia na widzenie z Hitlerem, a następnie zastrzelony strzałem w plecy, oddanym poprzez konwojującego go agenta RSD w ogrodach Kancelarii Rzeszy.
Jego bratem był Waldemar Fegelein – dowódca 37 Ochotniczej Dywizji Kawalerii SS.

## Odznaczenia[13]
- Srebrna Odznaka za Walkę Wręcz (5 grudnia 1943)
- Srebrna Odznaka Szturmowa Piechoty (2 października 1941)
- Srebrna Odznaka za Rany 20 Lipca 1944
- Krzyż Żelazny
  - II Klasy (15 grudnia 1940)
  - I Klasy (28 czerwca 1941)
- Krzyż Zasługi Wojennej II klasy z mieczami (1 września 1942)
- Medal za Kampanię Zimową na Wschodzie 1941/1942 (1 września 1942)
- Krzyż Niemiecki - złoty (1 listopada 1943)
- Krzyż Rycerski Krzyża Żelaznego z Liśćmi Dębu i Mieczami
  - Krzyż Rycerski (2 marca 1942)
  - Liście Dębu (22 grudnia 1942)
  - Miecze (30 lipca 1944)
- Medal Pamiątkowy 1 października 1938 z okuciem Zamek Praga
- Medal Pamiątkowy 13 marca 1938
- Odznaka za Służbę w SS III Klasy
- Odznaka Honorowa Olimpijska I Klasy
- Srebrny Medal za Męstwo Wojskowe